# Leucoscypha
Leucoscypha is een geslacht van schimmels uit de familie Pyronemataceae.

## Soorten
Volgens Index Fungorum telt het geslacht tien soorten (peildatum januari 2023):
| Soortnaam                                  | Auteur(s)                       | Publicatiejaar |
| ------------------------------------------ | ------------------------------- | -------------- |
| Leucoscypha albodiscina                    | (Velen.) Svrček                 | 1977           |
| Leucoscypha alpestris                      | (Fr.) Eckblad                   | 1968           |
| Leucoscypha erminea                        | (E. Bommer & M. Rousseau) Boud. | 1907           |
| Leucoscypha fossulae                       | (Limm.) Boud.                   | 1907           |
| Leucoscypha leucotricha (Wit viltkogeltje) | (Alb. & Schwein.) Boud.         | 1907           |
| Leucoscypha ovilloides                     | Harmaja                         | 1986           |
| Leucoscypha rhodoleuca                     | (Bres.) Svrček                  | 1974           |
| Leucoscypha ricciae                        | (P. Crouan & H. Crouan) Dennis  | 1971           |
| Leucoscypha sphaerospora                   | Spooner                         | 1980           |
| Leucoscypha virginea                       | Rifai                           | 1968           |